# 亞洲廣場大樓
25°02′46″N 121°30′57″E / 25.046188°N 121.51581°E
亞洲廣場大樓 （英語：Asia Plaza Building）位於臺灣臺北市中正區忠孝西路一段的一座樓高101公尺、地下5層、地上27層的RC鋼骨建築，鄰近臺北都會區交通樞紐臺北車站，工程造價6.99億元。1990年竣工時曾為臺北城內、臺北站前商圈第一高樓，1993年被鄰近的新光摩天大樓超越。高樓層現為商辦、住宅、旅館、健身房及補習班；低樓層的商場曾先後為大亞百貨、K Mall 文魁數位時尚館、統一元氣館、K Mall 松崗時尚購物中心、五鐵秋葉原、華斯達克廣場、泰迪熊百貨，目前1樓為新光樂活未來館。

## 歷史

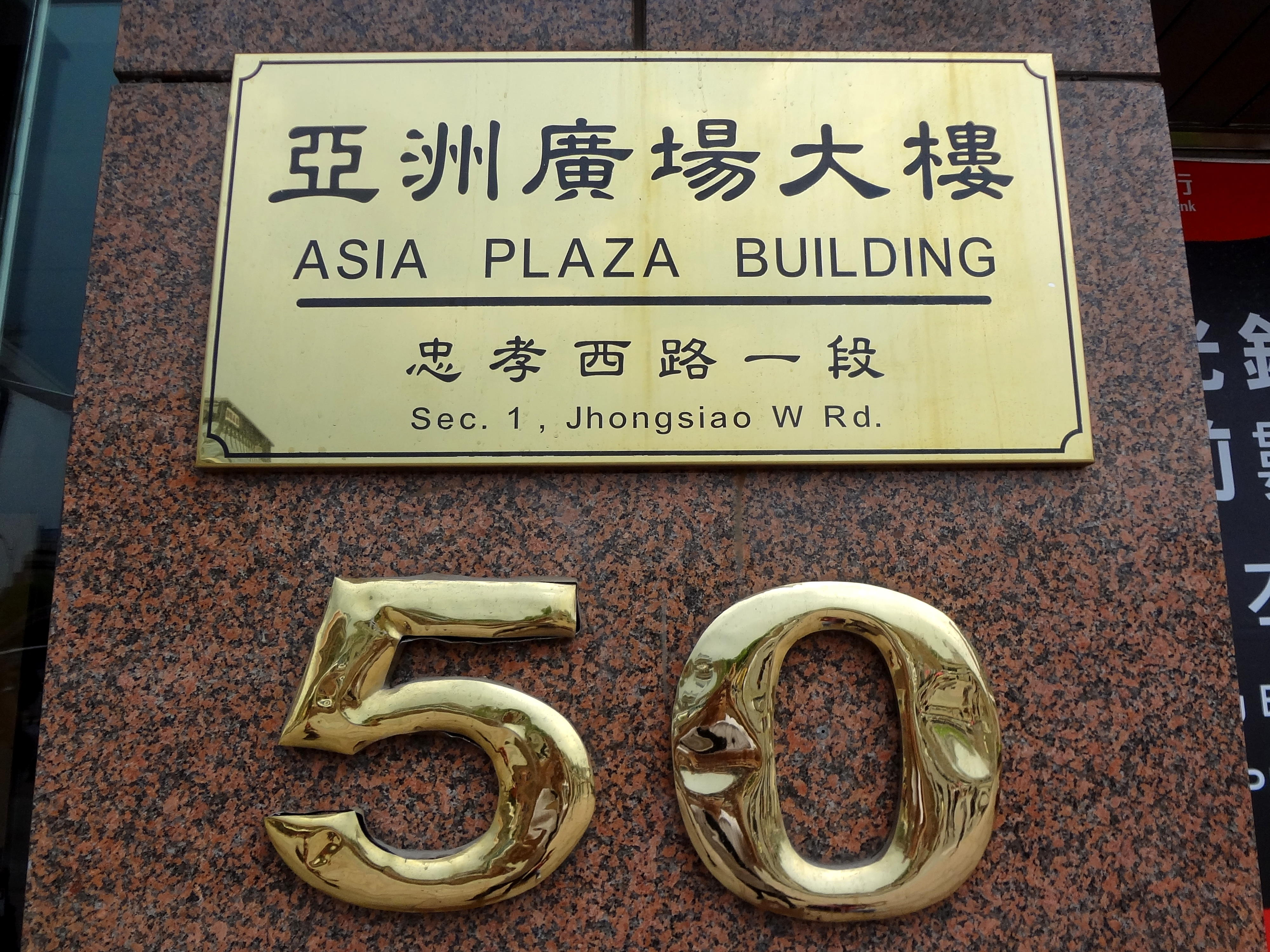
亞洲廣場大樓門牌

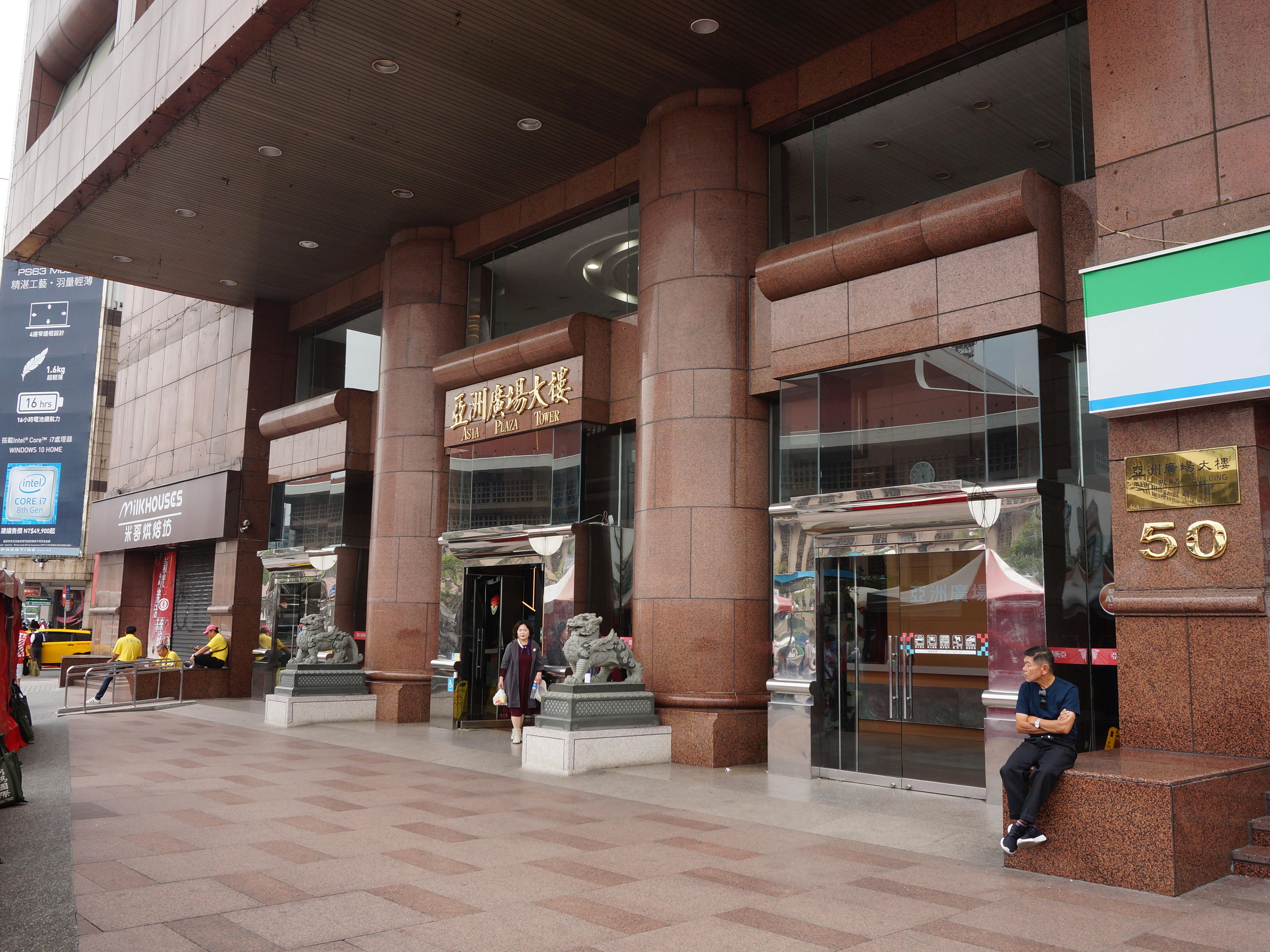
2019 亞洲廣場大樓大門

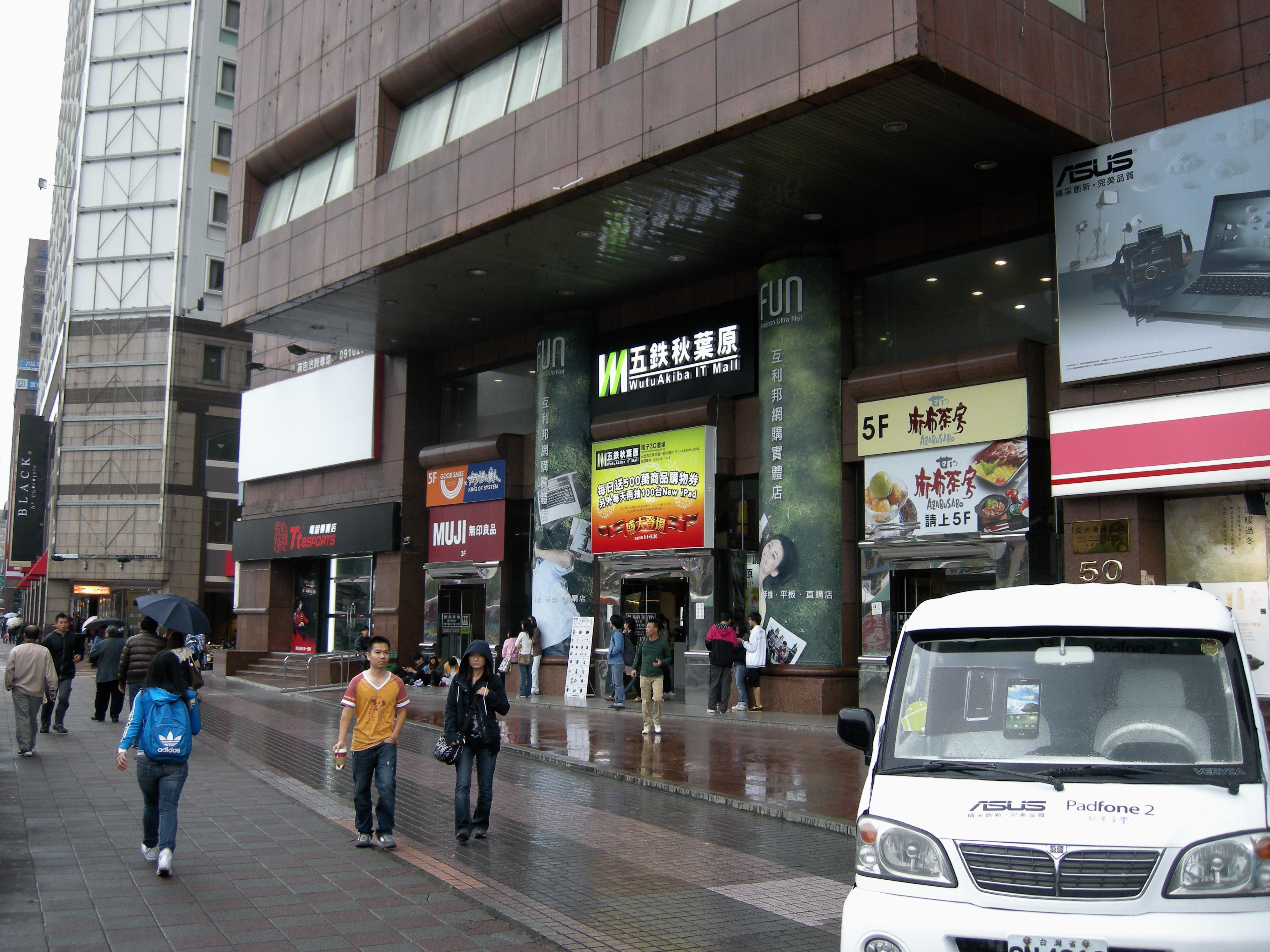
2012 五鐵秋葉原大門

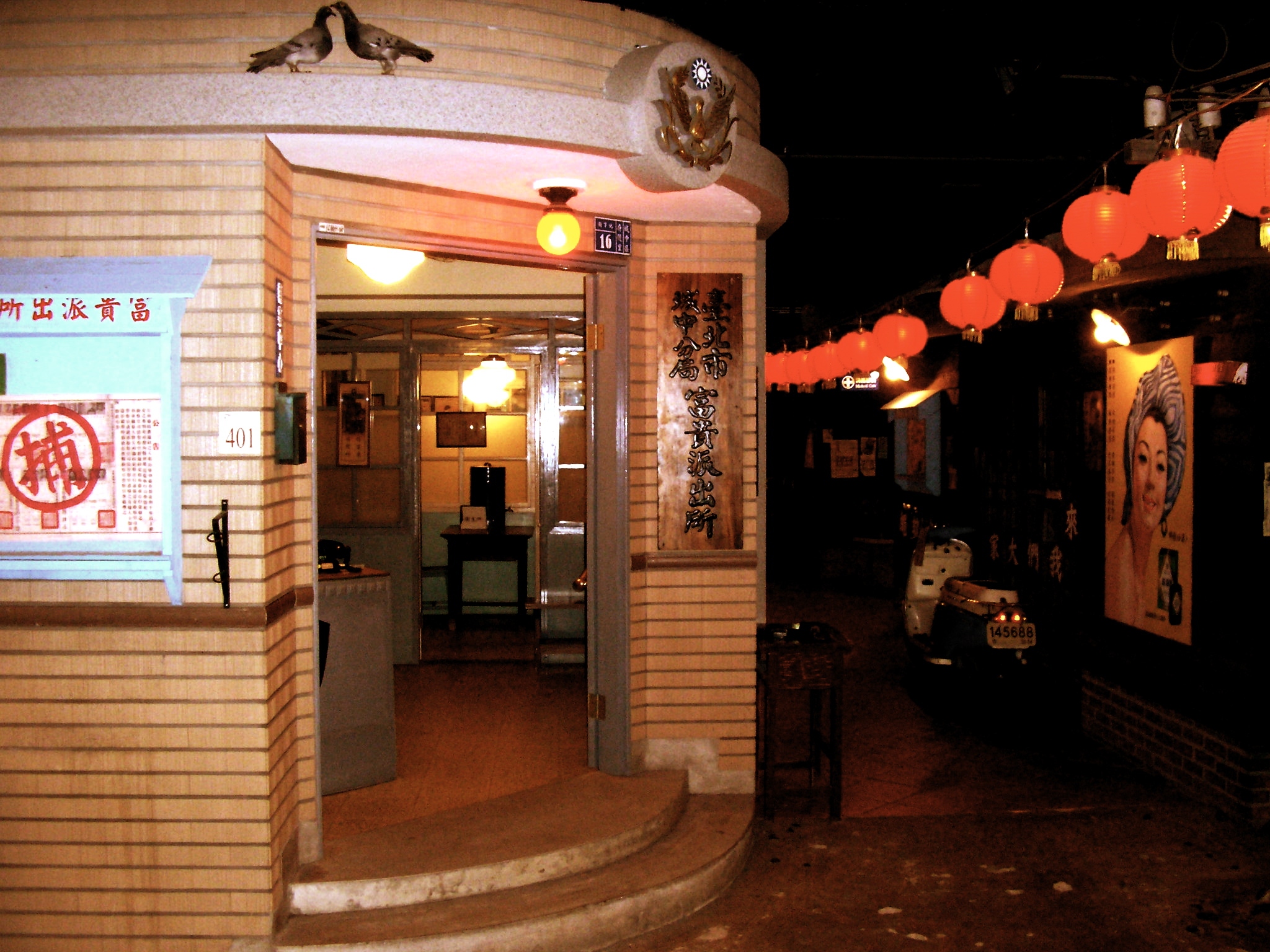
亞洲廣場大樓地下2樓台灣故事館，已在2007年5月30日歇業

1990年12月8日，亞洲世界集團（Asiaworld Internationale Group）旗下環亞百貨的姊妹店「大亞百貨」開幕。後來亞世集團於2000年爆發財務危機，2001年拍賣大亞百貨。最後大亞百貨在2004年2月29日結束營業，走入歷史。
2004年，股票上櫃軟體公司文魁資訊進駐，將已結束營業的大亞百貨規劃成以資訊業種為主的「文魁數位時尚館（K Mall）」，設立「文魁數位時尚股份有限公司」經營之，後因經營權問題再度荒廢。
2007年5月30日，佔地1500坪的台灣故事館因資金困難而結業。
2007年6月，太子建設買下文魁資訊，改名為「統一元氣館」，並重新規劃成綜合性百貨賣場。2007年7月，文魁資訊改名為「統一元氣資產管理股份有限公司」，但因經營團隊無力規劃、管理與招商，此地再度進入荒廢狀態。
2009年10月，國寶人壽大股東兼國寶服務董事長朱國榮與金寶山事業執行長葉佳瑛分別接任統一元氣資產管理公司董事長與副董事長，統一元氣館正式改名為「K Mall 松崗時尚購物中心」，簡稱「松崗廣場」。同時統一元氣資產管理公司改名為「松崗資產管理股份有限公司」，並開始延聘專業團隊、成立經營事業處，開始整頓。松崗集團的經營內容除了松崗廣場的經營外，也有原先就耳熟能詳的松崗圖書與松崗科技。
2012年8月1日，松崗時尚購物中心 K Mall落幕，原址由「五鐵秋葉原 WutuAkiba IT Mall」接手經營。
2014年初，耗時五年成功整合了產權複雜的亞洲廣場大樓B3F～11F，總計1.3萬坪的賣場。
2014年12月，更名為「華斯達克廣場 HASDAQ PLAZA」。
2015年4月1日，改回「五鐵秋葉原」。
2016年2月23日，五鐵秋葉原之營業樓層縮減為地上2層、地上3層、地上5層及地下1層至地下3層。
2016年2月29日，五鐵秋葉原結束營業。
2016年3月1日，由「泰迪熊百貨 Teddy Mall」接手經營地下1層至地下3層。
2016年5月10日，泰迪熊百貨結束營業。
2018年5月18日，由新光人壽規劃的新光樂活未來館於1樓開幕，設有新光銀行數位分行、壽險服務站、多家餐飲店及便利商店。
2023年11月9日，大型食玩夾娃娃機連鎖店「熊嗨星樂園」於地下1層開始試營運，是該樓層閒置7年後首度有業者進駐，與捷運台北車站的地下連通道也重新開放。
2024年3月13日，「收多易迷你倉庫」於地下1層開始營運。2024年4月15日，「世界健身俱樂部」台北站前店由6樓搬遷至地下2層開始營運。2024年6月，「小樹屋」合歡分館於地下3層開始營運

## 樓層配置
| 樓層 | 樓層用途                                                               |
| ---- | ---------------------------------------------------------------------- |
| 27F  |                                                                        |
| 26F  |                                                                        |
| 25F  | 微光同行展望協會                                                       |
| 24F  | 所在行旅 (Urban Abode Service Apartment)                               |
| 23F  | 芒果驛站旅店                                                           |
| 22F  |                                                                        |
| 21F  |                                                                        |
| 20F  |                                                                        |
| 19F  | 日光拾玖 (Sky19 Hotel)                                                 |
| 18F  |                                                                        |
| 17F  |                                                                        |
| 16F  |                                                                        |
| 15F  |                                                                        |
| 14F  |                                                                        |
| 13F  |                                                                        |
| 12F  |                                                                        |
| 11F  | 台北亞太H帝國 Hotel                                                    |
| 10F  |                                                                        |
| 9F   |                                                                        |
| 8F   | 水滴米窩 (Water meworld )                                              |
| 7F   | 水滴米窩 (Water meworld )                                              |
| 6F   |                                                                        |
| 5F   | 美亞商旅股份有限公司                                                   |
| 4F   | 美亞商旅股份有限公司                                                   |
| 3F   | 美亞商旅股份有限公司                                                   |
| 2F   |                                                                        |
| 1F   | 新光樂活未來館                                                         |
| B1F  | 熊嗨星樂園收多易迷你倉庫                                               |
| B2F  | 世界健身俱樂部台北站前店                                               |
| B3F  | 小樹屋合歡分館 / 雙星寓所 / KIRABASE偶像主題餐廳 / 藝家社交會 手作教室 |
| B4F  |                                                                        |
| B5F  |                                                                        |

## 產權

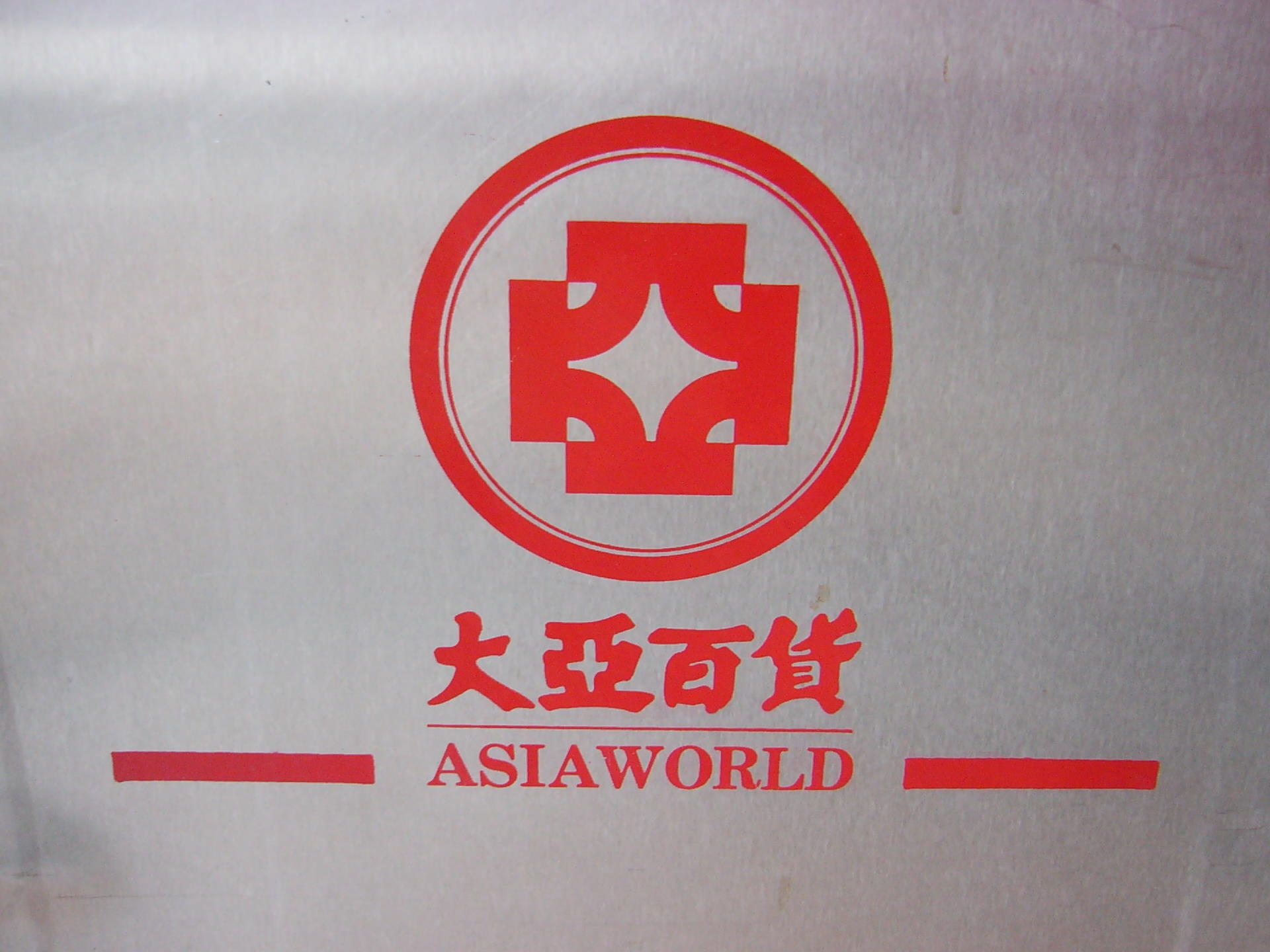
原大亞百貨標誌

大亞百貨最後周轉不靈，後來流入法拍市場。亞洲廣場大樓於五鐵秋葉原時期曾營業的B3F～11F，在產權方面曾經非常混亂且爭議不斷，直到2014年初才整合完畢。
| 樓層    | 持有時間       | 持有者             |
| ------- | -------------- | ------------------ |
| 27樓    | 1993年7月      | 媚登峰             |
| 26樓    | 2010年12月     | 中國人壽           |
| 25樓    |                |                    |
| 24樓    |                |                    |
| 23樓    |                |                    |
| 22樓    |                |                    |
| 21樓    |                |                    |
| 20樓    |                |                    |
| 19樓    |                |                    |
| 18樓    |                |                    |
| 17樓    |                |                    |
| 16樓    |                |                    |
| 15樓    |                |                    |
| 14樓    |                |                    |
| 13樓    |                |                    |
| 12樓    |                |                    |
| 11樓    | 2010年3月      | 福座開發、德晟租賃 |
| 10樓    | 2011年1月      | 恆富開發           |
| 9樓     | 2005年12月30日 | 恆富開發           |
| 8樓     | 2014年7月8日   | 國寶服務           |
| 7樓     | 2011年4月      | 國寶服務           |
| 6樓     |                | 國寶服務           |
| 5樓     |                | 國寶服務           |
| 4樓     | 2011年5月5日   | 龍巖               |
| 3樓     | 2011年5月5日   | 龍巖               |
| 2樓     | 2015年10月13日 | 台灣人壽           |
| 1樓     | 2012年10月29日 | 新光人壽           |
| 地下1樓 | 2012年10月25日 | 台灣農林           |
| 地下2樓 | 2012年10月25日 | 台灣農林           |
| 地下3樓 | 2012年10月25日 | 台灣農林           |

註：12樓以上為小坪數商辦，產權所有人高達500多位。